# Сергеєв Микола Іванович
Микола Іванович Сергеєв (1 грудня 1912, місто Сизрань, тепер Самарської області, Російська Федерація — 9 серпня 1985, місто Москва, тепер Російська Федерація) — радянський діяч, 1-й секретар Новосибірського промислового обласного комітету КПРС. Депутат Верховної Ради РРФСР 6-го скликання.

## Біографія
Трудову діяльність розпочав вчителем школи для дорослих в Самарській губернії. Працював слюсарем, кочегаром і помічником машиніста депо станції Сизрань.
У 1934—1939 роках — студент Куйбишевського індустріального інституту.
У 1939—1941 роках — інженер, заступник начальника, начальник цеху № 5 заводу № 65 імені Сталіна міста Таганрога Ростовської області. Член ВКП(б) з 1941 року.
У 1941—1943 роках — головний енергетик заводу № 65 міста Новосибірська. У 1943—1944 роках — партійний організатор ЦК ВКП(б) заводу № 65 міста Новосибірська.
З 1944 по травень 1948 року — головний енергетик комбінату № 179 (заводу «Сибсільмаш») міста Новосибірська. У травні 1948 — червні 1957 року — головний інженер заводу «Сибсільмаш» міста Новосибірська.
У червні 1957 — 1960 року — директор заводу «Сибсільмаш» міста Новосибірська.
У 1960 — червні 1961 року — 1-й заступник голови Ради народного господарства Новосибірського економічного адміністративного району.
У червні 1961 — 17 січня 1963 року — 2-й секретар Новосибірського обласного комітету КПРС.
17 січня 1963 — 22 грудня 1964 року — 1-й секретар Новосибірського промислового обласного комітету КПРС.
22 грудня 1964 — 1966 року — 2-й секретар Новосибірського обласного комітету КПРС.
У 1966—1981 роках — заступник міністра верстатобудівної та інструментальної промисловості СРСР.
Помер 9 серпня 1985 року в Москві.

## Нагороди
- орден Трудового Червоного Прапора
- орден «Знак Пошани»
- орден Червоної Зірки (1945)
- медаль «За доблесну працю у Великій Вітчизняній війні 1941—1945 рр.»
- медаль «За доблесну працю. В ознаменування 100-річчя з дня народження Володимира Ілліча Леніна» (1970)
- медаль «Ветеран праці»
- медалі